# Hypoponera rothkirchi
Hypoponera rothkirchi är en myrart som först beskrevs av Erich Wasmann 1918.  Hypoponera rothkirchi ingår i släktet Hypoponera och familjen myror. Inga underarter finns listade i Catalogue of Life.